# David Copperfield (1935)
The Personal History, Adventures, Experience, & Observation of David Copperfield the Younger, veelal afgekort tot David Copperfield, is een film uit 1935 onder regie van George Cukor. De film is gebaseerd op de gelijknamige roman uit 1850 van Charles Dickens.

## Verhaal
David Copperfield wordt zes maanden na de dood van zijn vader geboren in Engeland. Zijn moeder Clara en haar dienstmeisje Peggotty nemen de zorg van de jonge David op zich. Ondertussen trouwt Clara met Murdstone, een strenge en dominante man die een hekel heeft aan David en Peggotty. Op een dag neemt  Peggoty David mee op vakantie naar haar familie. Daar vertelt haar broer Dan Peggotty hem het verhaal van hoe hij Kleine Em'ly en diens neef Ham adopteerde.
Eenmaal terug naar huis, krijgt David te horen dat Murdstone Peggotty heeft vervangen met zijn zus Jane. Clara probeert haar man tegen te houden, maar hij heeft te veel macht en trekt zich niets van haar wil aan. Later sterft Clara bij de bevalling. Murdstone ziet geen reden om nog voor David te zorgen en stuurt hem naar Londen om bij Wilkins Micawber te wonen. Micawber wordt regelmatig lastiggevallen door schuldeisers en wordt wegens zijn schulden gearresteerd.
Hierna neemt zijn tante Betsey Trotwood uit Dover hem onder haar hoede. David kan haar niet uitstaan en trekt daarom in bij de familie Wickfield, waarvan de vader een alcoholist is. Na zijn studie in Canterbury, keert hij terug als volwassen man. Agnes, de dochter van Wickfield die is uitgegroeid tot een jongedame, is stiekem verliefd op hem. David toont echter weinig interesse in haar.
Na zijn terugkomst bij de familie, ontdekt David dat beambte Uriah Heep de macht heeft overgenomen en dat Micawber in dienst van hem is. Hij verhuist naar Londen, waar hij een baan krijgt als schrijver. Hij komt in de grote stad Steerforth tegen, een oude vriend. Steerforth neemt hem mee naar een opera, waar David verliefd wordt op de beeldschone Dora. Niet veel later verhuist Steerforth naar Italië, waar hij zal trouwen met Em'ly.
Ham, die verloofd was met Em'ly voordat zij naar Italië verhuisde, ontdekt dat Steerforth haar heeft gedumpt. Hij reist ook naar het land om haar terug te winnen, maar komt te sterven als hij een man helpt die van zijn jacht is geslingerd en in het water ligt. Deze man blijkt Steerforth te zijn. Ondertussen trouwt David met de friele en emotionele Dora, hetgeen jaloezie opwekt bij Agnes. Dora komt echter al snel te overlijden aan een onbekende ziekte. Later ontdekt hij dat Heep vader Wickfield heeft gedreigd om te trouwen met Agnes. Met de hulp van Micawber, ontmaskert David Heep als een dief. Na zijn vertrek, wordt David gezoend door Agnes.

## Rolverdeling
| Acteur               | Personage                        |
| -------------------- | -------------------------------- |
| Freddie Bartholomew  | David Copperfield als kind       |
| Frank Lawton         | David Copperfield als volwassene |
| W.C. Fields          | Wilkins Micawber                 |
| Lionel Barrymore     | Dan Peggotty                     |
| Madge Evans          | Agnes als volwassene             |
| Maureen O'Sullivan   | Dora                             |
| Edna May Oliver      | Tante Betsey Trotwood            |
| Lewis Stone          | Meneer Wickfield                 |
| Elizabeth Allan      | Mevrouw Clara Copperfield        |
| Roland Young         | Uriah Heep                       |
| Basil Rathbone       | Meneer Murdstone                 |
| Elsa Lanchester      | Clickett                         |
| Jean Cadell          | Mevrouw Micawber                 |
| Jessie Ralph         | Peggotty                         |
| Lennox Pawle         | Meneer Dick                      |
| Violet Kemble Cooper | Jane Murdstone                   |
| Una O'Connor         | Mevrouw Gummidge                 |
| John Buckler         | Ham                              |
| Hugh Williams        | Steerforth                       |
| Ivan F. Simpson      | Littimer                         |
| Herbert Mundin       | Barkis                           |
| Fay Chaldecott       | Kleine Em'ly als kind            |
| Florine McKinney     | Kleine Em'ly als volwassene      |

## Achtergrond
In maart of april 1934 ontstonden de eerste plannen een verfilming van het bekende roman van Charles Dickens te maken. David O. Selznick was de eerste producent die betrokken raakte bij het project en had verschillende ideeën voor het eindresultaat. Zo wilde hij de film op locatie opnemen in Engeland en het in twee delen uitbrengen. Pas bij de zevende scenario was men tevreden over het script. In de zomer van 1934 werd er in filmgerelateerde tijdschriften gevraagd naar de publieke opinie voor wie het meest geschikt zou zijn voor de hoofdrollen. Het resultaat was Leslie Howard als David Copperfield, Cedric Hardwicke als Micawber, Donald Calthrop als Uriah Heep, May Robson als tante Betsey, Gordon Harker als Barkis, Elizabeth Allan als Dora, Diana Wynyard als Agnes, Victoria Hopper als Kleine Em'ly, Mrs. Patrick Campbell als mevrouw Micawber, Fredric March als Steerforth en Edmund Gwenn als meneer Peggotty.
Voor de titelrol werden 15.000 kinderen geïnterviewd en legden 2.000 ervan een screentest af. Studiobaas Louis B. Mayer wilde kindster Jackie Cooper kiezen, maar George Cukor en Selznick vonden hem "te Amerikaans". De Amerikaanse kindacteur David Holt kreeg de rol van David Copperfield. De makers besloten vlak voordat de opnamen zouden beginnen dat hij niet het geschikte Britse accent had. De Engelse Freddie Bartholomew werd benaderd, maar zijn vader gaf hem in eerste instantie geen toestemming naar Amerika te verhuizen. Vlak voor de opnamen kreeg hij toch de rol. Charles Laughton zou de rol van Micawber spelen, maar trok zich al enkele dagen na het begin van de opnames terug. Waarom hij dit deed, is niet geheel zeker. Zo stellen sommige bronnen dat hij ernstig ziek werd en veel rust moest nemen. Een ander gerucht, is dat Laughton vond dat Cukor "te verwijfd" was en weigerde langer met hem samen te werken. Wallace Beery werd benaderd als zijn vervanger, maar hij sloeg de rol af omdat hij voor zijn zieke vrouw wilde zorgen. Hierna ging de rol naar W.C. Fields, die op dat moment nog een Brits accent onder de knie moest krijgen.